# Curiously Recurring Template Pattern
A curiously recurring template pattern (CRTP) egy sablonokat használó programnyelvi kifejezés. Azt jelenti, hogy egy X osztály egy X paraméterű sablonpéldányosításból származik. Általánosabban F-korlátos polimorfizmusként is ismert. Eredetileg C++ nyelven használták, de megvalósítható más nyelveken is.

## Története
A technikát az 1980-as években formalizálták F-korlátos minősítésként. Ettől függetlenül a CRTP nevet Jim Coplien adta 1995-ben, aki C++ sablon kódokban találta meg. Továbbá a Timothy Budd által a Leda programozási nyelvhez készített programmintákban is felfedezte. Néha fel-le öröklésként is emlegetik, mivel lehetővé teszi az osztályhierarchiák bővítését különböző bázisosztályok helyettesítésével.

## Általános formája
```
// The Curiously Recurring Template Pattern (CRTP)

template
<
class
 
T
>

class
 
Base

{

    
// methods within Base can use template to access members of Derived

};

class
 
Derived
 
:
 
public
 
Base
<
Derived
>

{

    
// ...

};

```

A minta használati esetei különböző metaprogramozási módszerek, például a statikus polimorfizmus, vagy amelyekről Andrei Alexandrescu írt a Modern C++ Designban. Emellett az adat, környezet és viselkedés paradigmának C++ megvalósítása is többször használja.

## Statikus polimorfizmus
Tipikusan a sablon bázisosztály számára előny, hogy a tagfüggvények törzse nem példányosul közvetlenül a deklaráció után, hanem addig hosszabb idő is eltelhet. Így a leszármazott osztály tagjait használhatja tagfüggvényeiben. Például:
```
template
 
<
class
 
T
>
 

struct
 
Base

{

    
void
 
implementation
()

    
{

        
// ...

        
static_cast
<
T
*>
(
this
)
->
implementation
();

        
// ...

    
}

    
static
 
void
 
static_func
()

    
{

        
// ...

        
T
::
static_sub_func
();

        
// ...

    
}

};

struct
 
Derived
 
:
 
public
 
Base
<
Derived
>

{

    
void
 
implementation
();

    
static
 
void
 
static_sub_func
();

};

```

Jegyezzük meg, hogy habár a fenti példa deklarálja a Base<Derived>::implementation() függvényt a Derived struct előtt, a függvény egészen addig nem példányosul, amíg meg nem hívja egy kódszakasz a Derived deklarálása után. Így amikor az implementáció példányosul, már ismert a Derived::implementation() deklarációja.
Ez a technika a virtuális függvényekhez hasonló hatást ér el a dinamikus polimorfizmus költségei nélkül. A CRTP-nek ezt a használatát szimulált dinamikus kötésnek is nevezik. A mintát sokszor használja a Windows ATL és WTL könyvtár.
A fenti példa kidolgozásához tekintsünk egy virtuális függvények nélküli bázisosztályt! Valahányszor hív egy tetszőleges tagfüggvényt, mindig a bázisosztály függvényét hívja. Származtatáskor mindent öröklünk, ami nincs felülírva. Ha a leszármazott egy olyan függvényt hív, amit a bázisosztályból örökölt, és az hív egy öröklött függvényt, vagy magát, vagy másikat, mindig az alaposztályban megírt függvény fog lefutni.
Ellenben ha a bázisosztály minden tagfüggvénye a CRTP-t használja minden függvényhíváshoz, a leszármazott osztály megfelelő tagfüggvénye fordítási időben kiválasztódik. Ezzel hatékonyan emulálja a virtuális függvényhívás rendszerét, anélkül, hogy megfizetné annak az árát: a függvényhívás adminisztrációját. Hátránya az, hogy futáskor már nem lehet módosítani ezt a választást.

## Objektumszámláló
Egy objektumszámláló fő célja az, hogy nyomon kövesse egy adott osztály objektumainak létrejöttét és megszűnését. Ez egyszerűen megoldható CRTP-vel:
```
template
 
<
typename
 
T
>

struct
 
counter

{

    
static
 
int
 
objects_created
;

    
static
 
int
 
objects_alive
;

    
counter
()

    
{

        
++
objects_created
;

        
++
objects_alive
;

    
}

    

    
counter
(
const
 
counter
&
)

    
{

        
++
objects_created
;

        
++
objects_alive
;

    
}

protected
:

    
~
counter
()
 
// objects should never be removed through pointers of this type

    
{

        
--
objects_alive
;

    
}

};

template
 
<
typename
 
T
>
 
int
 
counter
<
T
>::
objects_created
(
 
0
 
);

template
 
<
typename
 
T
>
 
int
 
counter
<
T
>::
objects_alive
(
 
0
 
);

class
 
X
 
:
 
counter
<
X
>

{

    
// ...

};

class
 
Y
 
:
 
counter
<
Y
>

{

    
// ...

};

```

Valahányszor létrejön egy X osztályú objektum, mindannyiszor meghívódik counter<X> konstruktora, ami megnöveli mind a létrejött, mind az élő számlálót. Valahányszor megszűnik egy objektum, az objektumszámláló csökkenti az élő mennyiséget. Fontos megjegyezni, hogy counter<X> és counter<Y> két külön osztály, ezért külön számolja az X és az Y osztályú objektumokat. Itt az osztályok csak a paraméterben különböznek, így sablon nélkül csak az osztály másolásával tudnánk a feladatot megoldani.

## Polimorf láncolás
A metódusláncolás, ami paraméter idiómaként is ismert, közös szintaxis több metódus hívására az objektumorientált nyelvekben. Minden metódus visszaad egy objektumot, ami lehetővé teszi, hogy egy utasításban több metódust is hívjunk, és ne kelljen eltárolni a köztes eredményeket.
Ha az elnevezett paraméter objektum mintát egy objektumhierarchiára alkalmazzuk, akkor ez hibát okozhat. Legyen a bázisosztály:
```
class
 
Printer

{

public
:

      
Printer
(
ostream
&
 
pstream
)
 
:
 
m_stream
(
pstream
)
 
{}

 

      
template
 
<
typename
 
T
>

      
Printer
&
 
print
(
T
&&
 
t
)
 
{
 
m_stream
 
<<
 
t
;
 
return
 
*
this
;
 
}

 

      
template
 
<
typename
 
T
>

      
Printer
&
 
println
(
T
&&
 
t
)
 
{
 
m_stream
 
<<
 
t
 
<<
 
endl
;
 
return
 
*
this
;
 
}

private
:

      
ostream
&
 
m_stream
;

};

```

Könnyedén láncolhatjuk a kiírásokat:
```
Printer
{
myStream
}.
println
(
"hello"
).
println
(
500
);

```

De ha leszármazott osztályt definiálunk:
```
class
 
CoutPrinter
 
:
 
public
 
Printer

{

public
:

     
CoutPrinter
()
 
:
 
Printer
(
cout
)
 
{}

 

     
CoutPrinter
&
 
SetConsoleColor
(
Color
 
c
)
 
{
 
...
 
return
 
*
this
;
 
}

};

```

akkor azonnal elveszítjük a konkrét osztályt, mihelyt meghívjuk a bázisosztály függvényét:
```
                             
v
--
 
we
 
have
 
a
 
'
Printer
'
 
here
,
 
not
 
a
 
'
CoutPrinter
'

CoutPrinter
().
print
(
"Hello "
).
SetConsoleColor
(
Color
.
red
).
println
(
"Printer!"
);
 
// compile error

```

Ez azért történik, mivel a 'print' a 'Printer' bázisosztály függvénye, és 'Printer' példányt ad vissza.
A CRTP segít megoldani ezt a problémát, és képes implementálni a polimorf láncolást:
```
// Base class

template
 
<
typename
 
ConcretePrinter
>

class
 
Printer

{

public
:

      
Printer
(
ostream
&
 
pstream
)
 
:
 
m_stream
(
pstream
)
 
{}

 

      
template
 
<
typename
 
T
>

      
ConcretePrinter
&
 
print
(
T
&&
 
t
)

      
{

          
m_stream
 
<<
 
t
;

          
return
 
static_cast
<
ConcretePrinter
&>
(
*
this
);

      
}

 

      
template
 
<
typename
 
T
>

      
ConcretePrinter
&
 
println
(
T
&&
 
t
)

      
{

          
m_stream
 
<<
 
t
 
<<
 
endl
;

          
return
 
static_cast
<
ConcretePrinter
&>
(
*
this
);

      
}

private
:

      
ostream
&
 
m_stream
;

};

 

// Derived class

class
 
CoutPrinter
 
:
 
public
 
Printer
<
CoutPrinter
>

{

public
:

     
CoutPrinter
()
 
:
 
Printer
(
cout
)
 
{}

 

     
CoutPrinter
&
 
SetConsoleColor
(
Color
 
c
)
 
{
 
...
 
return
 
*
this
;
 
}

};

 

// usage

 
CoutPrinter
().
print
(
"Hello "
).
SetConsoleColor
(
Color
.
red
).
println
(
"Printer!"
);

```

## Polimorf másoló konstruktor
Polimorfizmus használatakor néha objektumokat kell létrehozni a bázisosztály pointeréhez. Ennek egy gyakran használt módja a virtuális klónfüggvény hozzáadása, amit minden leszármazott osztályban definiálunk. A CRTP használatával a többszöri implementáció elkerülhető.
```
// Base class has a pure virtual function for cloning

class
 
Shape
 
{

public
:

    
virtual
 
~
Shape
()
 
{};

    
virtual
 
Shape
 
*
clone
()
 
const
 
=
 
0
;

};

// This CRTP class implements clone() for Derived

template
 
<
typename
 
Derived
>

class
 
Shape_CRTP
 
:
 
public
 
Shape
 
{

public
:

    
virtual
 
Shape
 
*
clone
()
 
const
 
{

        
return
 
new
 
Derived
(
static_cast
<
Derived
 
const
&>
(
*
this
));

    
}

};

// Nice macro which ensures correct CRTP usage

#define Derive_Shape_CRTP(Type) class Type: public Shape_CRTP<Type>

// Every derived class inherits from Shape_CRTP instead of Shape

Derive_Shape_CRTP
(
Square
)
 
{};

Derive_Shape_CRTP
(
Circle
)
 
{};

```

Ez lehetővé teszi, hogy négyzetek, körök és más alakzatok másolatait megkaphassuk a shapePtr->clone()
használatával.

## Hibalehetőségek
Egy általános közös bázisosztály, mint a fenti Shape használata nélkül a leszármazott osztályok mind egyedi típus lesz, és nem tárolhatóak homogén módon. Ezért ennél gyakoribb az öröklés egy virtuális destruktorral bíró megosztott alaposztályból.

## Fordítás
Ez a szócikk részben vagy egészben  a   Curiously recurring template pattern című angol Wikipédia-szócikk fordításán alapul.  Az eredeti cikk szerkesztőit annak laptörténete sorolja fel. Ez a jelzés csupán a megfogalmazás eredetét és a szerzői jogokat jelzi, nem szolgál a cikkben szereplő információk forrásmegjelöléseként.